# Tercera División de España 1949-50
La temporada 1949–50 de la Tercera División de España de fútbol corresponde a la 13.ª edición del campeonato y se disputó entre el 4 de septiembre de 1949 y el 10 de julio de 1950.

## Sistema de competición
La Tercera División de España 1949-50 fue organizada por la Federación Española de Fútbol (RFEF).
El campeonato contó con la participación de 90 clubes divididos en cinco grupos. La competición siguió un sistema de liga, de modo que los equipos de cada grupo se enfrentaron entre sí, todos contra todos en dos ocasiones -una en campo propio y otra en campo contrario- sumando un total de 34 jornadas. El orden de los encuentros se decidió por sorteo antes de empezar la competición.
Se estableció una clasificación con arreglo a los puntos obtenidos en cada enfrentamiento, a razón de dos por partido ganado, uno por empatado y ninguno en caso de derrota. En caso de empate a puntos entre dos o más clubes en la clasificación, se tuvo en cuenta el mayor cociente de goles. 
Los dos primeros clasificados de cada grupo avanzaron a la Fase Final junto a los campeones regionales canarios, divididos en dos grupos de seis equipos cada uno y en los que los dos primeros clasificados de cada uno de ellos ascendieron directamente a Segunda División, mientras que los terceros y cuartos clasificados jugaron la promoción de ascenso a partido único en campo neutral ante los penúltimos y antepenúltimos de los dos grupos de Segunda División.
Los tres últimos clasificados de cada grupo jugaron la promoción de permanencia junto a equipos de categoría Regional que optaban al ascenso.

## Clasificaciones

### Grupo I
| Pos. | Equipo                             | Pts. | PJ | G  | E | P  | GF  | GC  | Dif. | Clasificación                     |
| ---- | ---------------------------------- | ---- | -- | -- | - | -- | --- | --- | ---- | --------------------------------- |
| 1    | Caudal Deportivo                   | 50   | 34 | 22 | 6 | 6  | 106 | 46  | +60  | Acceso a Fase Final               |
| 2    | Real Avilés C. F.                  | 46   | 34 | 22 | 2 | 10 | 99  | 47  | +52  | Acceso a Fase Final               |
| 3    | Real Juvencia                      | 41   | 34 | 17 | 7 | 10 | 79  | 48  | +31  |                                   |
| 4    | C. D. Juvenil                      | 40   | 34 | 20 | 0 | 14 | 79  | 58  | +21  |                                   |
| 5    | Cultural Leonesa                   | 38   | 34 | 16 | 6 | 12 | 78  | 70  | +8   |                                   |
| 6    | C. D. Fábrica Nacional de Palencia | 37   | 34 | 17 | 3 | 14 | 64  | 65  | −1   |                                   |
| 7    | C. D. Naval de Reinosa             | 36   | 34 | 18 | 0 | 16 | 80  | 80  | 0    |                                   |
| 8    | C. P. La Felguera                  | 36   | 34 | 16 | 4 | 14 | 70  | 75  | −5   |                                   |
| 9    | Pontevedra C. F.                   | 34   | 34 | 15 | 4 | 15 | 76  | 75  | +1   |                                   |
| 10   | Club Langreano                     | 33   | 34 | 15 | 3 | 16 | 67  | 88  | −21  |                                   |
| 11   | Club Santiago                      | 31   | 34 | 13 | 5 | 16 | 59  | 66  | −7   |                                   |
| 12   | Atlético de Zamora                 | 30   | 34 | 13 | 4 | 17 | 79  | 77  | +2   |                                   |
| 13   | Club Lemos                         | 30   | 34 | 13 | 4 | 17 | 64  | 74  | −10  |                                   |
| 14   | Arsenal C. F. de El Ferrol         | 28   | 34 | 11 | 6 | 17 | 58  | 80  | −22  |                                   |
| 15   | S. D. Barreda Balompié             | 28   | 34 | 13 | 2 | 19 | 82  | 87  | −5   | Renunció a su plaza               |
| 16   | S. D. Ponferradina                 | 28   | 34 | 11 | 6 | 17 | 54  | 73  | −19  | Acceso a Promoción de permanencia |
| 17   | S. D. Rayo Cantabria               | 28   | 34 | 10 | 8 | 16 | 53  | 80  | −27  | Acceso a Promoción de permanencia |
| 18   | Club Berbés                        | 18   | 34 | 7  | 4 | 23 | 64  | 122 | −58  | Acceso a Promoción de permanencia |

 Fuente: Fútbol Regional

### Grupo II
| Pos. | Equipo                      | Pts. | PJ | G  | E  | P  | GF | GC | Dif. | Clasificación                     |
| ---- | --------------------------- | ---- | -- | -- | -- | -- | -- | -- | ---- | --------------------------------- |
| 1    | U. D. Huesca                | 48   | 34 | 21 | 6  | 7  | 82 | 51 | +31  | Acceso a Fase Final               |
| 2    | C. D. Logroñés              | 47   | 34 | 20 | 7  | 7  | 74 | 39 | +35  | Acceso a Fase Final               |
| 3    | Arenas Club                 | 43   | 34 | 17 | 9  | 8  | 67 | 54 | +13  |                                   |
| 4    | Arenas S. D.                | 41   | 34 | 18 | 5  | 11 | 83 | 53 | +30  |                                   |
| 5    | C. D. Calatayud             | 38   | 34 | 15 | 8  | 11 | 73 | 83 | −10  |                                   |
| 6    | C. D. Guecho                | 36   | 34 | 14 | 8  | 12 | 71 | 63 | +8   |                                   |
| 7    | Club Sestao                 | 36   | 34 | 14 | 8  | 12 | 52 | 49 | +3   |                                   |
| 8    | S. D. Indauchu              | 35   | 34 | 14 | 7  | 13 | 61 | 66 | −5   |                                   |
| 9    | S. D. Escoriaza             | 34   | 34 | 15 | 4  | 15 | 80 | 66 | +14  |                                   |
| 10   | Deportivo Alavés            | 33   | 34 | 12 | 9  | 13 | 66 | 50 | +16  |                                   |
| 11   | Atlético Zaragoza           | 33   | 34 | 13 | 7  | 14 | 72 | 59 | +13  |                                   |
| 12   | C. D. Tudelano              | 32   | 34 | 13 | 6  | 15 | 55 | 73 | −18  |                                   |
| 13   | C. D. Mirandés              | 31   | 34 | 10 | 11 | 13 | 62 | 76 | −14  |                                   |
| 14   | Maestranza Aérea de Logroño | 30   | 34 | 12 | 6  | 16 | 55 | 59 | −4   | Renuncia a su plaza               |
| 15   | C. D. Izarra                | 27   | 34 | 9  | 9  | 16 | 53 | 71 | −18  |                                   |
| 16   | C. D. Calahorra             | 24   | 34 | 8  | 8  | 18 | 37 | 69 | −32  | Acceso a Promoción de permanencia |
| 17   | Real Unión Club             | 24   | 34 | 8  | 8  | 18 | 44 | 84 | −40  | Acceso a Promoción de permanencia |
| 18   | Burgos C. F.                | 20   | 34 | 8  | 4  | 22 | 42 | 64 | −22  | Acceso a Promoción de permanencia |

 Fuente: Fútbol Regional

### Grupo III
| Pos. | Equipo                  | Pts. | PJ | G  | E | P  | GF  | GC  | Dif. | Clasificación                     |
| ---- | ----------------------- | ---- | -- | -- | - | -- | --- | --- | ---- | --------------------------------- |
| 1    | C. D. San Andrés        | 49   | 34 | 23 | 3 | 8  | 117 | 56  | +61  | Acceso a Fase Final               |
| 2    | C. D. Tortosa           | 46   | 34 | 21 | 4 | 9  | 107 | 50  | +57  | Acceso a Fase Final               |
| 3    | C. D. Olímpico          | 44   | 34 | 21 | 2 | 11 | 86  | 53  | +33  |                                   |
| 4    | C. D. Manacor           | 44   | 34 | 19 | 6 | 9  | 69  | 43  | +26  |                                   |
| 5    | C. D. Mataró            | 40   | 34 | 19 | 2 | 13 | 83  | 65  | +18  |                                   |
| 6    | C. D. Segarra           | 39   | 34 | 18 | 3 | 13 | 77  | 54  | +23  |                                   |
| 7    | C. D. Atlético Baleares | 39   | 34 | 18 | 3 | 13 | 94  | 80  | +14  |                                   |
| 8    | C. D. Tarrasa           | 38   | 34 | 17 | 4 | 13 | 88  | 65  | +23  |                                   |
| 9    | U. D. San Martín        | 38   | 34 | 16 | 6 | 12 | 90  | 69  | +21  |                                   |
| 10   | C. D. Granollers        | 35   | 34 | 17 | 1 | 16 | 98  | 76  | +22  |                                   |
| 11   | Catarroja C. F.         | 35   | 34 | 16 | 3 | 15 | 74  | 87  | −13  |                                   |
| 12   | Reus Deportivo          | 34   | 34 | 15 | 4 | 15 | 72  | 75  | −3   |                                   |
| 13   | C. D. Júpiter           | 32   | 34 | 15 | 2 | 17 | 70  | 81  | −11  |                                   |
| 14   | U. D. Sans              | 27   | 34 | 11 | 5 | 18 | 56  | 86  | −30  |                                   |
| 15   | C. D. Constancia        | 25   | 34 | 11 | 3 | 20 | 83  | 105 | −22  |                                   |
| 16   | C. F. Igualada          | 23   | 34 | 9  | 5 | 20 | 67  | 100 | −33  | Acceso a Promoción de permanencia |
| 17   | C. D. Acero             | 18   | 34 | 8  | 2 | 24 | 49  | 107 | −58  | Acceso a Promoción de permanencia |
| 18   | S. D. Sueca             | 6    | 34 | 2  | 2 | 30 | 25  | 153 | −128 | Acceso a Promoción de permanencia |

 Fuente: Fútbol Regional

### Grupo IV
| Pos. | Equipo                   | Pts. | PJ | G  | E  | P  | GF  | GC | Dif. | Clasificación                     |
| ---- | ------------------------ | ---- | -- | -- | -- | -- | --- | -- | ---- | --------------------------------- |
| 1    | C. D. Toledo             | 47   | 34 | 20 | 7  | 7  | 112 | 65 | +47  | Acceso a Fase Final               |
| 2    | Imperial C. F.           | 44   | 34 | 19 | 6  | 9  | 108 | 64 | +44  | Acceso a Fase Final               |
| 3    | C. D. Naval de Cartagena | 39   | 34 | 16 | 7  | 11 | 80  | 53 | +27  |                                   |
| 4    | C. D. Manchego           | 39   | 34 | 18 | 3  | 13 | 73  | 56 | +17  |                                   |
| 5    | Ávila C. F.              | 38   | 34 | 17 | 4  | 13 | 82  | 77 | +5   |                                   |
| 6    | Orihuela Deportiva C. F. | 37   | 34 | 18 | 1  | 15 | 83  | 83 | 0    |                                   |
| 7    | Tomelloso C. F.          | 36   | 34 | 16 | 4  | 14 | 51  | 55 | −4   |                                   |
| 8    | Guadalajara C. F.        | 36   | 34 | 16 | 4  | 14 | 77  | 76 | +1   |                                   |
| 9    | Alicante C. F.           | 33   | 34 | 15 | 3  | 16 | 64  | 81 | −17  |                                   |
| 10   | San Javier C. F.         | 33   | 34 | 13 | 7  | 14 | 54  | 56 | −2   |                                   |
| 11   | C. D. Cieza              | 32   | 34 | 13 | 6  | 15 | 68  | 75 | −7   |                                   |
| 12   | C. D. Talavera           | 32   | 34 | 15 | 2  | 17 | 72  | 83 | −11  |                                   |
| 13   | R. S. D. Alcalá          | 32   | 34 | 14 | 4  | 16 | 79  | 69 | +10  |                                   |
| 14   | A. D. Rayo Vallecano     | 31   | 34 | 13 | 5  | 16 | 61  | 80 | −19  |                                   |
| 15   | C. D. Eldense            | 29   | 34 | 14 | 1  | 19 | 70  | 78 | −8   |                                   |
| 16   | U. B. Conquense          | 27   | 34 | 12 | 3  | 19 | 67  | 85 | −18  | Acceso a Promoción de permanencia |
| 17   | Villena C. F.            | 26   | 34 | 8  | 10 | 16 | 58  | 88 | −30  | Acceso a Promoción de permanencia |
| 18   | C. D. Valdepeñas         | 21   | 34 | 8  | 5  | 21 | 59  | 94 | −35  | Acceso a Promoción de permanencia |

 Fuente: Fútbol Regional

### Grupo V
| Pos. | Equipo                     | Pts. | PJ | G  | E | P  | GF  | GC  | Dif. | Clasificación                     |
| ---- | -------------------------- | ---- | -- | -- | - | -- | --- | --- | ---- | --------------------------------- |
| 1    | S. D. Ceuta                | 50   | 34 | 22 | 6 | 6  | 115 | 43  | +72  | Acceso a Fase Final               |
| 2    | U. D. Melilla              | 49   | 34 | 23 | 3 | 8  | 99  | 45  | +54  | Acceso a Fase Final               |
| 3    | Real Betis                 | 44   | 34 | 19 | 6 | 9  | 90  | 51  | +39  |                                   |
| 4    | R. C. Recreativo de Huelva | 43   | 34 | 19 | 5 | 10 | 86  | 63  | +23  |                                   |
| 5    | C. D. Iliturgi             | 40   | 34 | 16 | 8 | 10 | 76  | 49  | +27  |                                   |
| 6    | C. D. San Fernando         | 40   | 34 | 19 | 2 | 13 | 89  | 61  | +28  |                                   |
| 7    | Jerez C. D.                | 37   | 34 | 18 | 1 | 15 | 72  | 63  | +9   |                                   |
| 8    | Cádiz C. F.                | 37   | 34 | 15 | 7 | 12 | 70  | 68  | +2   |                                   |
| 9    | C. D. Moghreb Al-Aksa      | 35   | 34 | 16 | 3 | 15 | 73  | 71  | +2   |                                   |
| 10   | Algeciras C. F.            | 35   | 34 | 13 | 9 | 12 | 72  | 84  | −12  |                                   |
| 11   | Real Jaén C. F.            | 31   | 34 | 12 | 7 | 15 | 57  | 65  | −8   |                                   |
| 12   | U. D. Almería              | 30   | 34 | 14 | 2 | 18 | 77  | 80  | −3   |                                   |
| 13   | C. D. Badajoz              | 30   | 34 | 13 | 4 | 17 | 63  | 79  | −16  |                                   |
| 14   | C. D. Cacereño             | 28   | 34 | 12 | 4 | 18 | 55  | 80  | −25  |                                   |
| 15   | U. D. España de Tánger     | 27   | 34 | 11 | 5 | 18 | 54  | 71  | −17  |                                   |
| 16   | S. D. Emeritense           | 21   | 34 | 9  | 3 | 22 | 54  | 122 | −68  | Acceso a Promoción de permanencia |
| 17   | Larache C. F.              | 19   | 34 | 6  | 7 | 21 | 43  | 102 | −59  | Acceso a Promoción de permanencia |
| 18   | C. D. Electromecánicas     | 16   | 34 | 5  | 6 | 23 | 38  | 86  | −48  | Acceso a Promoción de permanencia |

 Fuente: Fútbol Regional

## Fase Final

### Grupo I
| Pos. | Equipo             | Pts. | PJ | G | E | P | GF | GC | Dif. | Clasificación                 |     | LOG | HUE | SAD | TOR  | CAU | AVI |
| ---- | ------------------ | ---- | -- | - | - | - | -- | -- | ---- | ----------------------------- | --- | --- | --- | --- | ---- | --- | --- |
| 1    | C. D. Logroñés (A) | 13   | 10 | 6 | 1 | 3 | 26 | 16 | +10  | Ascenso a Segunda División    |     | —   | 3–0 | 6–0 | 3–1  | 2–1 | 3–1 |
| 2    | U. D. Huesca (A)   | 12   | 10 | 5 | 2 | 3 | 25 | 24 | +1   | Ascenso a Segunda División    |     | 4–3 | —   | 3–2 | 10–3 | 1–1 | 4–2 |
| 3    | C. D. San Andrés   | 10   | 10 | 4 | 2 | 4 | 30 | 16 | +14  | Acceso a Promoción de ascenso |     | 4–0 | 0–1 | —   | 9–0  | 4–0 | 6–0 |
| 4    | C. D. Tortosa      | 9    | 10 | 4 | 1 | 5 | 23 | 35 | −12  | Acceso a Promoción de ascenso |     | 2–2 | 2–0 | 2–1 | —    | 5–1 | 6–3 |
| 5    | Caudal Deportivo   | 9    | 10 | 3 | 3 | 4 | 18 | 19 | −1   |                               |     | 2–1 | 6–0 | 3–3 | 3–1  | —   | 1–1 |
| 6    | Real Avilés C. F.  | 7    | 10 | 2 | 3 | 5 | 15 | 27 | −12  |                               | 1–3 | 2–2 | 1–1 | 3–1 | 1–0  | —   |     |

 Fuente: Futbolme

### Grupo II
| Pos. | Equipo               | Pts. | PJ | G | E | P | GF | GC | Dif. | Clasificación                 |     | MEL | LAS | IMP | CEU | TOL | TEN |
| ---- | -------------------- | ---- | -- | - | - | - | -- | -- | ---- | ----------------------------- | --- | --- | --- | --- | --- | --- | --- |
| 1    | U. D. Melilla (A)    | 14   | 10 | 7 | 0 | 3 | 24 | 16 | +8   | Ascenso a Segunda División    |     | —   | 2–0 | 3–0 | 3–1 | 5–1 | 3–1 |
| 2    | U. D. Las Palmas (A) | 14   | 10 | 7 | 0 | 3 | 20 | 14 | +6   | Ascenso a Segunda División    |     | 1–0 | —   | 0–1 | 6–1 | 3–1 | 1–0 |
| 3    | Imperial C. F.       | 12   | 10 | 6 | 0 | 4 | 24 | 15 | +9   | Acceso a Promoción de ascenso |     | 6–1 | 0–1 | —   | 3–0 | 6–3 | 4–1 |
| 4    | S. D. Ceuta          | 12   | 10 | 6 | 0 | 4 | 30 | 21 | +9   | Acceso a Promoción de ascenso |     | 5–2 | 6–1 | 2–0 | —   | 6–4 | 7–0 |
| 5    | C. D. Toledo         | 5    | 10 | 2 | 1 | 7 | 19 | 35 | −16  |                               |     | 1–3 | 2–5 | 2–1 | 2–1 | —   | 2–4 |
| 6    | C. D. Tenerife       | 3    | 10 | 1 | 1 | 8 | 10 | 26 | −16  |                               | 0–2 | 1–2 | 2–3 | 0–1 | 1–1 | —   |     |

 Fuente: Futbolme

## Promoción de Ascenso
La promoción se jugó a partido único en Zaragoza, Lérida, Granada y Albacete con los siguientes resultados:
| 9 de julio de 1950 | Club Erandio | 1:3     | CD San Andrés                 | Campo de Torrero, Zaragoza |                   |
|                    | Barin 46'    | Reporte | Vivet 28' Vivet 40' Vivet 48' | Árbitro(s): Arqué          | Árbitro(s): Arqué |

| 9 de julio de 1950 | CF Badalona                                                                | 6:1     | CD Tortosa | Campo de Deportes, Lérida  |                            |
|                    | Serratusell 24' Guix 55' Serratusell 64' Serratusell 82' Vila 86' Hill 90' | Reporte | Toha 23'   | Árbitro(s): Giménez Molina | Árbitro(s): Giménez Molina |

| 9 de julio de 1950 | Elche CF | 0:2 | SD Ceuta | Los Cármenes, Granada |  |

| 9 de julio de 1950 | Cartagena CF | 2:2 | Imperial CF | Parque de los Mártires, Albacete |  |

| 10 de julio de 1950 | Cartagena CF | 3:0 | Imperial CF | Parque de los Mártires, Albacete |  |

- Ascienden a Segunda División: CD San Andrés y SD Ceuta.
- Descienden a Tercera División: Club Erandio y Elche CF.

## Promoción de Permanencia

### Grupo I
| Pos. | Equipo                 | Pts. | PJ | G | E | P | GF | GC | Dif. | Clasificación              |     | VET | PON | RAY | BER  | MIG |
| ---- | ---------------------- | ---- | -- | - | - | - | -- | -- | ---- | -------------------------- | --- | --- | --- | --- | ---- | --- |
| 1    | S. D. Vetusta (A)      | 12   | 8  | 6 | 0 | 2 | 23 | 5  | +18  | Ascenso a Tercera División |     | —   | 2–0 | 1–0 | 6–0  | 9–1 |
| 2    | S. D. Ponferradina     | 10   | 8  | 5 | 0 | 3 | 20 | 11 | +9   |                            |     | 1–0 | —   | 3–0 | 5–2  | 8–1 |
| 3    | S. D. Rayo Cantabria   | 10   | 8  | 5 | 0 | 3 | 27 | 16 | +11  |                            | 1–2 | 3–1 | —   | 5–3 | 10–2 |     |
| 4    | Club Berbés (D)        | 8    | 8  | 4 | 0 | 4 | 23 | 26 | −3   | Descenso a Regional        |     | 2–1 | 2–0 | 3–4 | —    | 5–2 |
| 5    | C. D. Miguel del Prado | 0    | 8  | 0 | 0 | 8 | 11 | 46 | −35  |                            |     | 0–2 | 1–2 | 1–4 | 3–6  | —   |

 Fuente: Futbolme
Notas:
1. ↑  La S. D. Rayo Cantabria había descendido a Regional pero fue repescada para la siguiente temporada.

- El Club de Fútbol Vimenor había tomado parte del grupo pero se retiró durante el transcurso del calendario, por lo que sus partidos fueron anulados.

### Grupo II
| Pos. | Equipo             | Pts. | PJ | G | E | P  | GF | GC | Dif. | Clasificación              |     | EIB | BAS | BIN | RUN | CAL | ANA  |
| ---- | ------------------ | ---- | -- | - | - | -- | -- | -- | ---- | -------------------------- | --- | --- | --- | --- | --- | --- | ---- |
| 1    | S. D. Eibar (A)    | 14   | 10 | 7 | 0 | 3  | 28 | 7  | +21  | Ascenso a Tercera División |     | —   | 2–1 | 4–0 | 4–0 | 3–0 | 10–0 |
| 2    | C. D. Basconia (A) | 14   | 10 | 7 | 0 | 3  | 26 | 12 | +14  | Ascenso a Tercera División |     | 1–2 | —   | 4–2 | 4–0 | 4–1 | 2–0  |
| 3    | C. D. Binéfar (A)  | 13   | 10 | 6 | 1 | 3  | 35 | 17 | +18  | Ascenso a Tercera División |     | 1–0 | 1–0 | —   | 4–1 | 7–2 | 8–1  |
| 4    | Real Unión Club    | 10   | 10 | 4 | 2 | 4  | 19 | 21 | −2   |                            |     | 3–1 | 1–3 | 1–1 | —   | 1–1 | 6–2  |
| 5    | C. D. Calahorra    | 9    | 10 | 4 | 1 | 5  | 16 | 21 | −5   |                            | 1–0 | 0–1 | 4–2 | 0–3 | —   | 6–0 |      |
| 6    | C. D. Anaitasuna   | 0    | 10 | 0 | 0 | 10 | 7  | 53 | −46  |                            | 0–2 | 3–6 | 0–9 | 1–3 | 0–1 | —   |      |

 Fuente: Futbolme
Notas:
1. 1 2  El Real Unión Club y el C. D. Calahorra habían descendido a Regional, pero fueron repescados para la siguiente temporada.

### Grupo III
| Pos. | Equipo                      | Pts. | PJ | G | E | P | GF | GC | Dif. | Clasificación              |     | MAN | ESI | POB | IGU | ACE | VIN |
| ---- | --------------------------- | ---- | -- | - | - | - | -- | -- | ---- | -------------------------- | --- | --- | --- | --- | --- | --- | --- |
| 1    | C. D. Manresa (A)           | 16   | 10 | 8 | 0 | 2 | 38 | 17 | +21  | Ascenso a Tercera División |     | —   | 6–1 | 6–0 | 6–0 | 3–0 | 6–1 |
| 2    | S. D. España Industrial (A) | 15   | 10 | 7 | 1 | 2 | 37 | 12 | +25  |                            |     | 5–0 | —   | 6–1 | 7–1 | 5–0 | 6–0 |
| 3    | U. D. Poblense              | 9    | 10 | 4 | 1 | 5 | 20 | 27 | −7   |                            | 3–2 | 1–1 | —   | 6–0 | 3–0 | 5–2 |     |
| 4    | C. F. Igualada              | 9    | 10 | 4 | 1 | 5 | 16 | 29 | −13  |                            | 0–2 | 1–0 | 3–0 | —   | 4–0 | 2–0 |     |
| 5    | C. D. Acero (D)             | 7    | 10 | 3 | 1 | 6 | 16 | 25 | −9   | Descenso a Regional        |     | 3–4 | 0–2 | 4–0 | 3–3 | —   | 2–0 |
| 6    | Vinaroz C. F.               | 4    | 10 | 2 | 0 | 8 | 18 | 35 | −17  |                            |     | 4–3 | 2–4 | 3–1 | 5–2 | 1–4 | —   |

 Fuente: Futbolme
Notas:
1. ↑  El C. F. Igualada había descendido a Regional pero fue repescado para la siguiente temporada.

### Grupo IV
| Pos. | Equipo                   | Pts. | PJ | G | E | P | GF | GC | Dif. | Clasificación              |     | CON | VIL | ELE | CUA | NOV |
| ---- | ------------------------ | ---- | -- | - | - | - | -- | -- | ---- | -------------------------- | --- | --- | --- | --- | --- | --- |
| 1    | U. B. Conquense          | 9    | 8  | 4 | 1 | 3 | 24 | 20 | +4   |                            |     | —   | 1–0 | 5–2 | 1–3 | 8–2 |
| 2    | Villena C. F.            | 9    | 8  | 4 | 1 | 3 | 22 | 18 | +4   |                            | 3–2 | —   | 2–1 | 5–3 | 1–2 |     |
| 3    | C. D. Electrodo          | 9    | 8  | 3 | 3 | 2 | 15 | 20 | −5   |                            | 3–3 | 3–2 | —   | 0–0 | 1–1 |     |
| 4    | C. D. Cuatro Caminos (A) | 6    | 8  | 2 | 2 | 4 | 15 | 23 | −8   | Ascenso a Tercera División |     | 0–3 | 4–4 | 3–4 | —   | 1–1 |
| 5    | Novelda C. F. (A)        | 7    | 8  | 3 | 1 | 4 | 24 | 19 | +5   | Ascenso a Tercera División |     | 7–1 | 2–5 | 4–1 | 5–1 | —   |

 Fuente: Futbolme
Notas:
1. ↑  El C. D. Electrodo renunció a su ascenso

- El Club Deportivo Gimnástica Abad había tomado parte del grupo pero se retiró durante el transcurso del calendario, por lo que sus partidos fueron anulados.

### Grupo V
| Pos. | Equipo                      | Pts. | PJ | G | E | P | GF | GC | Dif. | Clasificación              |  | LAR | ESP | UTR | EME | ATM | HER |
| ---- | --------------------------- | ---- | -- | - | - | - | -- | -- | ---- | -------------------------- |  | --- | --- | --- | --- | --- | --- |
| 1    | Larache C. F.               | 12   | 10 | 5 | 2 | 3 | 19 | 15 | +4   |                            |  | —   | 0–0 | 2–0 | 3–1 | 3–0 | 3–1 |
| 2    | Español C. F. de Tetuán (A) | 12   | 10 | 4 | 4 | 2 | 20 | 22 | −2   | Ascenso a Tercera División |  | 2–2 | —   | 3–2 | 4–1 | 2–0 | 4–0 |
| 3    | C. D. Utrera (A)            | 11   | 10 | 4 | 3 | 3 | 21 | 21 | 0    | Ascenso a Tercera División |  | 3–2 | 2–2 | —   | 3–2 | 2–1 | 4–2 |
| 4    | S. D. Emeritense            | 10   | 10 | 5 | 0 | 5 | 28 | 22 | +6   |                            |  | 4–1 | 8–2 | 3–1 | —   | 2–0 | 5–2 |
| 5    | Atlético Malagueño (A)      | 9    | 10 | 3 | 3 | 4 | 17 | 14 | +3   | Ascenso a Tercera División |  | 3–1 | 6–0 | 1–1 | 4–1 | —   | 2–2 |
| 6    | C. D. Hércules Gaditano     | 6    | 10 | 1 | 4 | 5 | 14 | 25 | −11  |                            |  | 1–2 | 1–1 | 3–3 | 2–1 | 0–0 | —   |

 Fuente: Futbolme

### Grupo VI
| Pos. | Equipo           | Pts. | PJ | G | E | P | GF | GC | Dif. |  | BUR | VAL |
| ---- | ---------------- | ---- | -- | - | - | - | -- | -- | ---- |  | --- | --- |
| 1    | Burgos C. F.     | 4    | 2  | 2 | 0 | 0 | 6  | 0  | +6   |  | —   | 5–0 |
| 2    | C. D. Valdepeñas | 0    | 2  | 0 | 0 | 2 | 0  | 6  | −6   |  | 0–1 | —   |

 Fuente: Futbolme
- El C. D. Electromecánicas y la S. D. Sueca iban a participar en este grupo pero renunciaron a tomar parte de la competencia, por lo tanto el Club Deportivo Valdepeñas fue repescado para la siguiente temporada aunque le correspondía descender.